# Gymnázium a obchodní akademie Orlová-Lutyně
Gymnázium a Obchodní akademie, Orlová-Lutyně, příspěvková organizace je gymnázium, střední odborná škola a obchodní akademie v Orlové-Lutyni. Jejím zřizovatelem je Moravskoslezský kraj.

## Vyučovací obory
- 79–41–K/41, Gymnázium – všeobecné čtyřleté
- 79–41–K/81, Gymnázium – všeobecné osmileté
- 68–43–M/01, Veřejnosprávní činnost
- 63–41–M/02, Obchodní akademie
- 18–20–M/01, Informační technologie

Všechny obory jsou ukončeny složením středoškolské maturitní zkoušky. Studují se obory v délce čtyř let, vyjma osmiletého gymnázia, kde činí docházka osm let. Všechny obory jsou ve formě denního studia.

## Budova školy
Škola využívá od roku 1996 moderní, architektonicky zajímavou budovu, která podobou odkazuje na římské koloseum a leží přímo v centru Orlové. Budova Josefa Kiszky a Barbary Potyszové z ateliéru Arkiss zvítězila v soutěži Grand prix architektů o nejlepší stavbu roku 1996,. kterou provedla firma Inženýrské a průmyslové stavby a. s. Praha, závod 07 Třinec. Je bezbariérová a s výtahem. K vybavení školy patří velká sportovní hala s horolezeckou stěnou, posilovna, 23 odborných učeben a laboratoří, školní knihovna, studovna a bufet. Architekti této stavby nicméně nepočítali se školní kuchyní, a proto byly obědy dováženy z Obchodní akademie Orlová do zdejší výdejny s jídelnou.
Vlivem sloučení od roku 2013 patří k hlavní budově Gymnázia (nově značena jako Budova A) i budova Obchodní akademie (vedlejší – Budova B), vzdálená pár metrů pěší chůze. Obě budovy si zachovaly své třídy a obory, změnila se pouze organizační složení školy z důvody klesajícímu počtu žáků a zároveň učitelů. Sloučením školy ale vznikly komplikace s častým přecházením studentů a kantorů mezi oběma budovami, a to jak kvůli lepší výbavě odborných učeben na budově A, tak i malému prostoru v tělocvičně na budově B. Navíc se dodnes spekuluje, jestli se do budovy B nenastěhuje Základní umělecká škola v Orlové-Porubě kvůli ztrátovosti tamní budovy. Proto od září 2016 přesunulo vedení školy studenty z budovy B na hlavní budovu A. Budova B se nyní využívá pouze pro přestup do tělocvičny a školní jídelny. Školní jídelna na budově B se zrekonstruovala a zároveň se uzavřela výdejna v hlavní budově.
V prostorách školy sídlí mj. na budově A (dnešní Gymnázium):
- Pedagogicko-psychologická poradna Karviná
- BT Computers
- Řeznictví Jochymek

Na budově B (bývalá Obchodní akademie) sídlí pobočka Muzea Těšínska od 22. února 2018, kdy se přestěhovala z Domu dětí a mládeže Orlová.

## Historie školy
České gymnázium bylo založeno v roce 1909 v Orlové-Městě současně s Polským reálným gymnáziem Juliusze Słowackého, přičemž polské gymnázium se nacházelo v místní části Na Obrokách, na dnešní ulici Dr. M. Tyrše, a o deset let později vznikla i Obchodní akademie. V roce 1953 došlo k organizačnímu propojení základního a gymnaziálního školství a vzniku jedenáctileté střední školy, české gymnázium se proto přestěhovalo na základní školu ve staré části města Orlové. Stejný osud potkal i polské gymnázium, přestěhované do základní školy v Orlové-Lazích, ovšem v roce 1977 byly zrušeny třídy základní školy a třídy gymnázia zůstaly zachovány jako pobočka Polského gymnázia v Českém Těšíně.  Po přestěhování českého gymnázia do základní školy v Orlové-Porubě byla její původní budova zdemolována v roce 1981. Ve stejném roce došlo k otevření nové budovy Obchodní akademie (v té době Střední ekonomické školy) v Orlové-Lutyni.  V roce 1982 se české gymnázium přestěhovalo do objektu bývalé základní školy Na Výhodě na periferii města, kde fungovalo až do roku 1996, kdy se přestěhovalo do nově postavené budovy v novém centru města. Budova bývalého polského gymnázia Na Obrokách, kde v letech 1979-1986 sídlil provoz podniku Tesla Valašské Meziříčí, byla srovnána se zemí v roce 1987. Polské gymnázium sídlí již v Karviné. Od 2. září 1996 využívá gymnázium současnou budovu navrženou architekty Josefem Kiszkou a Barbarou Potyszovou.
V roce 2009 se v prostorách školy natáčel seriál pro mládež 4teens v produkci České televize Ostrava. 
Ve školním roce 2013/2014 se škola přejmenovala na Gymnázium a Obchodní akademie Orlová, a to kvůli sloučení škol Gymnázium a SOŠ se sídlem na Masarykově třídě a Obchodní akademie Orlová se sídlem na ul. Polní v Orlové-Lutyni.
Ve školním roce 2019/2020 škola oslaví jubilejní sté výročí založení Obchodní akademie v Orlové, a zároveň 110. výročí Gymnázia. K těmto slavnostem se vyhlásila "Soutěž o nejlepší návrh loga ke 100. výročí založení Obchodní akademie". Natočila se i upoutávka, v plánu je natočení filmu o historii a současnosti školy, a také vydání almanachu k těmto výročím. Část programu se uskuteční v Domě kultury města Orlové, kde vystoupí vybraní žáci a hosté. Na hlavní budově bude k vidění výstava a posezení s kávou, u budovy bývalé Obchodní akademie se plánuje zahradní párty s živou hudbou. Vyvrcholení oslav proběhne 21. září 2019.

## Významní absolventi

### České gymnázium
- Radim Uzel – gynekolog, sexuolog, regionální politik
- Miroslav Karas – novinář, reportér a zpravodaj České televize[12]
- Lenka Pastorčáková – reportérka České televize v pořadu 168 hodin
- Lenka Vaňková – profesorka germanistiky na FF OU a předsedkyně Svazu germanistů ČR
- Iva Kubanková – moderátorka a redaktorka České televize Ostrava
- Martin Vrlík – biolog, parazitolog
- Petra Rašíková – pedagožka a sbormistryně smíšeného pěveckého sboru ARTEP při GOA Orlová a pěveckého sboru Chorus Ostrava

### Polské gymnázium
- Klemens Słowaczek – sólista Berlínské opery, Stonavský rodák
- Bronislav Poloczek (1939–2012) – český divadelní a filmový herec
- Eugene Kornel Balon (1930-2013) – bývalý ichtyolog, spisovatel a cestovatel

## Školu navštěvovali

### České gymnázium
- prof. akad. soch. Stanislav Kolíbal – český sochař a umělec (v l. 1936 - 1938)[13]